# Clidemia cruegeriana
Clidemia cruegeriana là một loài thực vật có hoa trong họ Mua. Loài này được Griseb. mô tả khoa học đầu tiên.